# Ка ди Бо (Савона)
Ка ди Бо је насеље у Италији у округу Савона, региону Лигурија.
Према процени из 2011. у насељу је живело 11 становника. Насеље се налази на надморској висини од 45 м.